# 米希亞
米希亞（日语：／ mīsha */?；1978年7月7日—）是日本女性歌手、作曲家，出生於長崎縣對馬市，所屬經紀公司為Rhythmedia，所屬唱片公司為日本索尼音乐旗下品牌Ariola Japan。生物多样性公约签署国第10次会议形象大使。

## 概要
1978年7月7日，米希亞出生於日本长崎，年幼时的MISIA在长崎县对马度过，受到母亲喜爱美国流行音乐、父亲喜爱爵士乐的影响，11岁时决心当歌手并立志一定要在20岁以前出道。15岁时，被电影天使唱情歌2 ( 修女也瘋狂2 )中女歌手Lauryn Hill & Tanya Blount所唱的歌曲His Eye Is On The Sparrow所震撼。高中时的米希亞参加过许多的选秀会，但纷纷落选。高中毕业于福冈県立香住丘高等学校，在这所学校开始接触黑人灵魂乐。直到高中时代17岁时向黑人声乐家学习发声训练后，不仅潜力被發掘，且歌唱功力更大幅进展。MISIA在小学时已渴望成为一名歌手，可惜一直没有机会。直至於1997年5月在家乡福冈参加试演会，她天使般的声线引起了各方注意，结识了BMG FUNHOUSE JAPAN A&R的工作人员，并深受肯定。独具慧眼的唱片公司制作人立刻被米希亞所吸引，认为她是日本少数能将黑人R&B音乐诠释得这么好的人才，立即将她签下，邀请她去东京发展，也为她的音乐之路开启了平坦大道。可唱出超過三個八度音，曾演唱經典海豚音歌曲《LOVING YOU》。
出道前在club磨练出好名声的她先行推出的5000张黑胶。先发行8公分的出道单曲，单曲榜初登场93。隔了一周推出12公分单曲同样进榜，十周后这支单曲打进Top10,卖出了50万张。
1998年，日本BMG唱片公司旗下ARTISTA JAPAN替其發行『つつみ込むように…（深情包圍）』， 初试啼声。1999年「MISIA 1999」日本全国巡回演唱会。為了增加曝光率，米希亞雖然願意演唱廣告歌和電視連續劇的主題曲，不過她堅决拒绝亮相於一切其他的宣傳項目，如電視音樂節目直到2012年。
第二张单曲「陽のあたる場所」(阳光照耀的地方)打入排行榜第9名。首张专辑『Mother Father Brother Sister』荣获1999年日本金唱片大赏、年度流行唱片大赏。
2000年、为由松岛菜菜子、堤真一主演的富士台电视剧『大和拜金女』所创作的主题曲「Everything（你是唯一）」。
2001年與美夢成真合作，發表「I miss you～時を越えて～」。同年10月，从ARTISTA JAPAN会社（日本BMG旗下公司）轉換唱片公司到Avex旗下設立的Rhythmedia Tribe。
2004年成為首位女性於日本五大巨蛋（札幌巨蛋、東京巨蛋、名古屋巨蛋、大阪巨蛋、福岡巨蛋）作巡迴演唱，每次均吸引數十萬人次觀賞。
2007年、回归BMG JAPAN。4月访问肯尼亚内罗毕最大的贫民街基贝拉贫民窟。
2008年5月26-7日参加MDGs（千年发展目标）所举办的公益演唱会「Africa Benefit Live Yokohama」。10月发起非营利性团体‘Child AFRICA’，以帮助世界各地的贫困儿童获得应有的教育。11月再次参加了由国际协力机构JICA支援的肯尼亚基贝拉贫民窟、马拉维农村、纳米奈特NGO的访问活动。
2010年3月2日、担任联合国任命第10届生物多样性公约会议形象大使。
2010年5月21日、以通过音乐和艺术的力量来创造美好世界的观念出发，担任2010年成立的基金会mudef的理事。
2012年3月25日、出席在华盛顿举办的日美建交活动「桜祭り」开幕式、演唱了「Everything」、「明日へ」等曲目。同年，在非洲做公益活动的MISIA终于参演該年底舉行的第63回NHK紅白歌合戰，并作为红组特殊嘉宾身份从非洲纳米比亚共和国的纳米布沙漠进行现场连线转播。
2013年1月23日、外务省任命MISIA第五届非洲开发会议（TICAD V）名誉大使。
2015年12月31日，出演第66回NHK紅白歌合戰，於長崎市的平和祈念像前直播演出。
2018年12月31日，出演第69回NHK紅白歌合戰，除了是第3次紅白出場，也是首次在紅白舉辦地NHK會館現場演出。
2019年12月31日，出演第70回NHK紅白歌合戰，為第4次登場，首次擔任紅組壓軸，並邀請台灣 DJ Noodles 麵麵客座演出。
2020年1月至4月，以首发歌手身份参加中国湖南卫视综艺节目《歌手·当打之年》，在十期常规竞演中获得两次第一名、三次第三名、两次第四名和三次第五名。。
2021年4月4日，日本TBS節目《本当のとこ教えてランキング》(告訴我真相排名) 邀請了190位專業聲樂家參與票選評分，選出50位不分性別流派「日本現役唱功最強歌手」，獲得第一名的肯定。，
2021年7月23日，在2020年夏季奧林匹克運動會開幕典禮的升旗儀式上，領唱日本國歌《君之代》。

## 演唱会特色
MISIA在日本国内举行之大型巡回演唱会，主要可分为以下几类。

### 冬季巡回演唱会
一是大多集中于每年11月至翌年1月份的巡回演唱会，其特色为华丽炫目的舞台效果，每年皆订出不同主题，设计出精密复杂的舞台装置及服装造型。例如2003年KISS IN THE SKY巡回演唱会，以大型折叠飞机机翼呼应其主题。2004年MARS & ROSES则以火红色及太空盔甲风格服装衬托出"火星"和"玫瑰"情境。INTO THE LIGHT则已成为其演唱会经典招牌歌曲，透过由下而上射向观众的强力灯光，以及喷出超过10米高的亮面彩带将演唱会气氛带到最高潮。 通常冬季音乐会的名称为“THE TOUR OF MISIA (年份) (副标题)”，副标题通常为当年发行的专辑名称。米希亚从1999年开始便进行这样子的冬季巡回演唱会至今，唯有2006年没有举行。另外赞助厂商自2001年起由日本宽带供应商OCN所赞助。
目前举行过的冬季巡回演唱会有
THE TOUR OF MISIA 1999
THE TOUR OF MISIA 1999-2000~LOVE IS THE MESSAGE~
THE TOUR OF MISIA 2001
THE TOUR OF MISIA 2002
THE TOUR OF MISIA 2003 KISS IN THE SKY
THE TOUR OF MISIA 2004 MARS & ROSES
THE TOUR OF MISIA 2005 THE SINGER SHOW
THE TOUR OF MISIA 2007 ASCENSION
THE TOUR OF MISIA 2008 EIGHTH WORLD
THE TOUR OF MISIA DISCOTHEQUE ASIA
THE TOUR OF MISIA JAPAN SOUL QUEST
THE TOUR OF MISIA LOVE BEBOP all roads lead to you
20th Anniversary - THE SUPER TOUR OF MISIA - Girls just wanna have fun

### 夏季星空现场演唱会
其次是不定期举行的星空演唱会，时间是每年6月至8月份。特色为使用不插电的乐器在场地较小的音乐厅或者是户外举办。每次的星空音乐会皆有不同主题，例如2003年举办的星空音乐会II是以情歌为主，2006年举办的星空音乐会III以音乐的动感为主题，2007年夏季的星空音乐会IV的副标题为CLASSICS，以非洲风格加上弦乐器为主奏的主题。
目前举行过的星空现场巡回演唱会有
MISIA 星空のライブ in 河口湖(会员限定)
MISIA 星空のライヴⅡ
MISIA 星空のライヴⅢ~MUSIC IS A JOY FORVER~
MISIA 星空のライヴⅣ CLASSICS
MISIA 星空のライヴⅤ Just Ballade
MISIA 星空のライヴⅥ ENCORE 2010 International Year of Biodiversity
MISIA 星空のライヴⅦ-15th Celebration-
MISIA 星空のライヴVIII
MISIA 星空のライヴIX PREMIUM LIVE
20th Anniversary - MISIA 星空のライヴⅩ - Life is going on and on
2013年2月21日迎来出道15周年的歌手米希亞於20號推出了纪念唱片《Super Best Records -15th Celebration-》發行第一周銷量6.5萬張，時隔8年8個月成為ORICON榜单的周销量冠军。MISIA上一次在ORICON榜单夺冠是2004年6月发行的专辑《MISIA Love & Ballads》，这次是她时隔8年8个月再次夺冠。这张纪念唱片中收录了她的出道单曲《深情包围》以及《现在就想见你》、《有阳光的地方》等共计45首歌曲，另外还有她在15周年给粉丝的话，初回限定特典中还有她在15年来一些保留视频。
另外，20号米希亚还为纪念出道15周年开始了全日本巡演《LAWSON presents MISIA 星空的演唱会VII -15th Celebration-》。

### Misia Candle Night Fes.
于2012年夏季发起的一夜会员限定演唱会，在富士山山脚下的河口湖举行。演唱会的特点是舞台由烛光包围，将"爱与和平"的主题与MISIA的歌声相融。2013年同时间段再次发起了三场该系列演唱会，并计划于2014年挪阵至香港举办。
目前举行过的Misia Candle Night有
- 2012 Misia Candle Night
- 2013 Misia Candle Night Fes.
- 2014 Misia Candle Night（第25回　世界遺産劇場　沖縄 −中城城跡− Misia Candle Night at OKINAWA）
- 2015 Misia Candle Night（第28回世界遺産劇場-高野山- 高野山開創1200年記念 Misia Candle Night）
- 2016 Misia Candle Night（第31回世界遺産劇場 春日大社第六十次式年造替奉祝 Misia Candle Night）
- 2017 Misia Candle Night（第33回JTB世界遺産劇場 -鹿児島 仙巌園- 世界遺産登録記念 Misia Candle Night 鹿児島・仙厳園）
- 2019 Misia Candle Night Reiwa

### 海外演唱会
MISIA ASIA LIVE 2007 以心伝心(米希亚心电感应演唱会)'
2007.09.29 台灣 台北县立新庄体育馆（首次海外公演）
THE TOUR OF MISIA DISCOTHEQUE ASIA(米希亚舞彩缤纷亚洲巡回演唱会)
2008.08.30 台北 南港展覧馆
2008.09.13 新加坡 新加坡博览中心
2008.09.28 首尔 奥林匹克公园
2008.10.04 香港 亚洲国际博览馆
2008.10.25 上海 闸北体育场
MISIA ENCORE 星空 LIVE 2010
2010.11.17 香港 九龙湾国际展贸中心3楼 汇星
2010.11.20 台灣 台北國際會議中心
MISIA 星空のライヴⅦ-15th Celebration-
2013.06.22 香港 亚洲国际博览馆
2013.06.29 台灣 台北國際會議中心
2013.07.07 夏威夷 Neal S. Blaisdell Concert Hall
20th Anniversary - MISIA 星空のライヴX - Life is going on and on
2018.06.17 台灣 台北國際會議中心
25th Anniversary - MISIA 星空のライヴ XII Starry Night Fantasy
2024.03.17 九龍灣國際展貿中心3樓 匯星
2024.04.04 台灣 台北國際會議中心

## 戲劇・電影合作曲
| 日期       | 歌曲                                        | 作品                                                   |
| ---------- | ------------------------------------------- | ------------------------------------------------------ |
| 2000/10/9  | 你是一切（Everything）                      | 富士電視台月九連續劇「大和拜金女」主題曲               |
| 2002/7/4   | 夜不成眠都為你（眠れないのは君のせい）      | 富士電視台週四劇場「戀愛偏差值」主題曲                 |
| 2003/8/27  | 一顆心（心ひとつ）                          | 東寶電影「天咒」主題曲                                 |
| 2004/7/7   | 抬頭仰望無名天空（名前のない空を見上げて）  | NHK晨間劇「天花」主題曲                                |
| 2005/1/11  | 星空的角落（星空の片隅で）                  | 關西電視台火十連續劇「我們都曾經是小孩子」主題曲       |
| 2008/5/28  | 天使之翼（約束の翼）                        | 電影「我的機器人女友」主題曲                           |
| 2009/9/10  | 再見你一次（逢いたくていま）                | TBS電視台周日劇場「仁者俠醫-JIN-」主題曲               |
| 2009/12/16 | 星塵⋯（星のように…）                        | 華納兄弟電影「超人力霸王：怪獸大戰爭超銀河傳說」主題曲 |
| 2011/4/13  | 記憶（記憶）                                | 朝日電視台日劇「遺留搜查」主題曲                       |
| 2012/5/22  | 戀情永不止息（恋は終わらないずっと）        | NHK日劇10「初戀」主題曲                                |
| 2012/10/12 | DEEPNESS                                    | TSB電視台週五劇場「大奥～誕生【有功・家光篇】」主題曲  |
| 2012/12/22 | Back In Love Again                          | 電影「大奥〜永遠〜【右衛門・綱吉篇】」主題曲           |
| 2014/1/12  | 你是我的北極星（僕はペガサス 君はポラリス） | TBS電視台周日劇場「S -終極警官-」主題曲                |
| 2015/2/6   | 白色季節（白い季節）                        | 朝日電視台日劇「Second Love（愛上女老師）」插曲        |
| 2015/2/11  | 櫻花花瓣（桜ひとひら）                      | 東京電視台開台50週年特別企劃劇「永遠的0」主題曲        |
| 2015/7/8   | 流星（流れ星）                              | 電影「S -終極警官- 奪還 RECOVERY OF OUR FUTURE」主題曲 |
| 2015/11/25 | 孤兒之淚（オルフェンズの涙）                | TBS電視台動畫「機動戰士鋼彈 鐵血的孤兒」片尾主題曲     |
| 2017/11/29 | 就在你身旁（君のそばにいるよ）              | 真人版電影「鋼之鍊金術師」主題曲                       |
| 2018/08/22 | 愛的形狀（アイノカタチ）                    | TBS電視台周二连续剧「继母与女儿的蓝调」主题曲          |

## 音樂發行紀錄

### 8公分 單曲
1. 深情包圍（つつみ込むように…）- 2/21/1998
2. 相信（BELIEVE）- 4/21/1999

### 12公分單曲
1. 深情包圍（つつみ込むように…）- 2/21/1998
2. 陽光照射的場所（陽のあたる場所）- 5/21/1998
3. 相信（BELIEVE）- 4/21/1999
4. 難忘的日子（忘れない日々）- 11/25/1999
5. 甜蜜夢幻（sweetness）- 11/25/1999
6. 逃脫（Escape）- 7/7/2000
7. 你是唯一（Everything）- 10/25/2000
8. I miss you ~ 穿越時空~ (MISIA + DCT：I miss you ~ 時を越えて~) - 1/1/2001
9. 無盡傳說（果てなく続くストーリー）- 1/30/2002
10. 夜不成眠都為你（眠れぬ夜は君のせい）- 8/8/2002
11. 深處（BACK BLOCKS）- 11/20/2002
12. 一顆心（心ひとつ）- 8/27/2003
13. IN MY SOUL / SNOW SONG FROM MARS & ROSES- 12/3/2003
14. 抬頭仰望無名天空（名前のない空を見上げて）- 7/7/2004
15. 愛的行進（LUV PARADE/Color Life）- 7/5/2006
16. Sea of Dreams ~Tokyo Disney Sea 5th Anniversary Theme Song~ 12/07/2006
17. ANY LOVE - 7/4/2007
18. Royal Chocolate Flush - 12/5/2007
19. Yes Forever - 4/30/2008
20. 約束的羽翼（約束の翼） - 5/28/2008
21. Catch the Rainbow - 12/17/2008
22. 銀河/直到永远（銀河/いつまでも） - 6/10/2009
23. 再见你一次（逢いたくていま） - 11/18/2009
24. 有如繁星...（星のように…） - 12/16/2009
25. Edge Of This World - 4/??/2010
26. Life In Harmony - 10/20/2010
27. 記憶 - 5/25/2011
28. 停不了的爱（恋は终わらないずっと）  - 6/20/2012
29. DEEPNESS  - 11/7/2012
30. Back In Love Again （feat. 布袋寅泰）  - 12/19/2012
31. 永恒的幸福(幸せをフォーエバー) 09/04/2013
32. 僕はペガサス　君はポラリス 02/05/2014
33. 白色季節/櫻花片片(白い季節／桜ひとひら) 18/02/2015
34. 孤兒的眼淚(オルフェンズの涙) 25/11/2015
35. 就在你身旁（君のそばにいるよ）11/2017
36. 愛的形狀 (アイノカタチ) 8/22/2018

### 專輯
1. 父母兄妹都愛聽（Mother Father Brother Sister）- 6/24/1998
2. 光榮之日（The Glory Day）- 11/21/1998
3. MISIA REMIX 1999 - 09/06/1999
4. 愛是訊息（LOVE IS THE MESSAGE）- 1/1/2000
5. 米希亞 2000 混音專輯（MISIA REMIX 2000 LITTLE TOKYO）- 4/19/2000
6. 不思議（MARVELOUS）- 4/25/2001
7. 米希亞 2002 混音專輯（MISIA REMIX 2002 WORLD PEACE）- 11/21/2001
8. 愛·無限精選（MISIA GREATEST HITS）- 3/3/2002
9. 天空之吻（KISS IN THE SKY）- 9/26/2002
10. 天空之吻完全版（KISS IN THE SKY 完全版 LIMITED EDITION）- 12/04/2002
11. 米希亞 2003 混音專輯 天空之吻(MISIA REMIX 2003 KISS IN THE SKY - NON STOP MIX-) -4/23/2003
12. 星空現場 ~不插電演唱會情歌精選~(MISIA 星空のライヴ -The Best Of Acoustic Ballade-) - 10/22/2003
13. [SACD]MISIA SINGLE COLLECTION -5th Anniversary- - 12/3/2003
14. 火星&玫瑰（MARS & ROSES）- 2/11/2004
15. 愛·無盡精選（MISIA LOVE & BALLADS -The Best Ballade Collection-）- 6/16/2004
16. 星星相惜（SINGER FOR SINGER）- 12/8/2004
17. 登峰造極（ASCENSION）- 2/7/2007
18. 米希亞2007亞洲初登場超級紀念盤(MISIA 2007 ASIA SUPER BEST ALBUM) - 9/18/2007
19. 第八度空間EIGHTH WORLD- 1/9/2008
20. 舞彩缤纷精选(DECIMO X ANIVERSARIO DE MISIA THE TOUR OF MISIA 2008 EIGHTH WORLD + THE BEST DJ REMIXES)- 6/25/2008
21. 星空情歌(JUST BALLADE)- 12/16/2009
22. 靈魂歌姬(SOUL QUEST) - 7/27/2011
23. 米希亚的音乐森林(MISIAの森 -Forest Covers-)  - 12/14/2011
24. MISIA SUPER BEST RECORDS -15th Celebration-  - 2/20/2013
25. 晨曦曙光（NEW MORNING） - 2/4/2014
26. 美聲愛神（Love Bebop） - 2016
27. 生生不息（Life is going on and on） - 12/26/2018
28. HELLO LOVE - 12/01/2021

### 線上發行
1. SONG FOR YOU- 7/7/2005
2. SHININ'～彩虹色的節奏～(SHININ'～虹色のリズム～)- 11/2/2006
3. Catch the Rainbow- 30/8/2008
4. 点点滴滴 珍惜所爱- 4/2/2009
5. 對你微笑：） - 8/7/2015
6. Super Rainbow - 20/7/2016
7. MISIA SOUL JAZZ SESSION - 26/7/2017

## 相關連結
1. ↑  . 音楽ナタリー. 株式会社ナターシャ. 2018-10-26  [2018-12-15]. （原始内容存档于2021-03-10）.
2. ↑  赵欣. . 上游新闻. 2020-01-02  [2020-02-08]. （原始内容存档于2020-04-09）.